# Histoires bizarres de l'école Zarbi
Histoires bizarres de l'école Zarbi (titre original : Sideway Stories from Wayside School) est un roman pour enfants écrit par Louis Sachar et illustré par Laurent Audouin, publié aux États-Unis aux éditions Harper Collins Publishers en 1978 puis en France aux éditions Bayard Jeunesse en 2003.

## Éditions
- Édition petit format : Bayard Jeunesse Poche, Collection Délires, no 253, 2003  (ISBN 2-747-007-59-6).